# Olsztyn Główny
Dworzec Główny im. Mikołaja Kopernika w Olsztynie – stacja kolejowa w Olsztynie, największa w województwie warmińsko-mazurskim. Według klasyfikacji PKP ma kategorię dworca wojewódzkiego. Obejmuje dworzec kolejowy, 4 zadaszone perony, lokomotywownię i przejście podziemne.
W połowie 2022 roku nastąpiła rozbiórka dworca Olsztyn Główny w związku z budową nowego obiektu.

## Ruch pasażerski
| Rok  | Wymiana roczna | Wymiana pasażerska na dobę | miejsce w Polsce |
| ---- | -------------- | -------------------------- | ---------------- |
| 2017 | 2 880 000      | 7 900                      | 29               |
| 2018 | 2 880 000      | 7 900                      | 21               |
| 2019 | 3 070 000      | 5 000                      | 31               |
| 2020 | 1 830 000      | 5 000                      | 29               |
| 2021 | 2 300 000      | 6 300                      | 30               |
| 2022 |                | 8 800                      | 32               |

## Historia

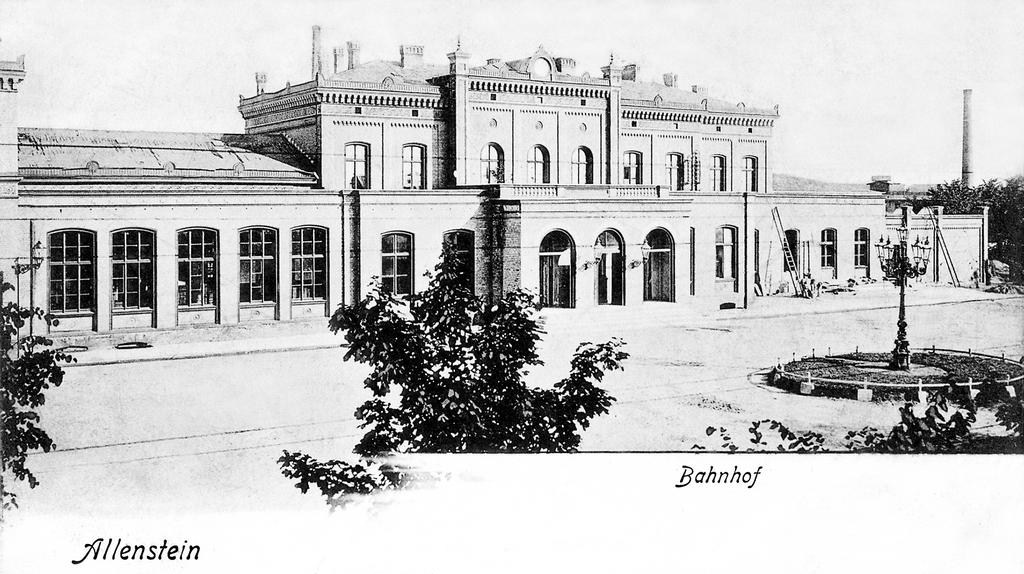
Nieistniejący budynek dworca

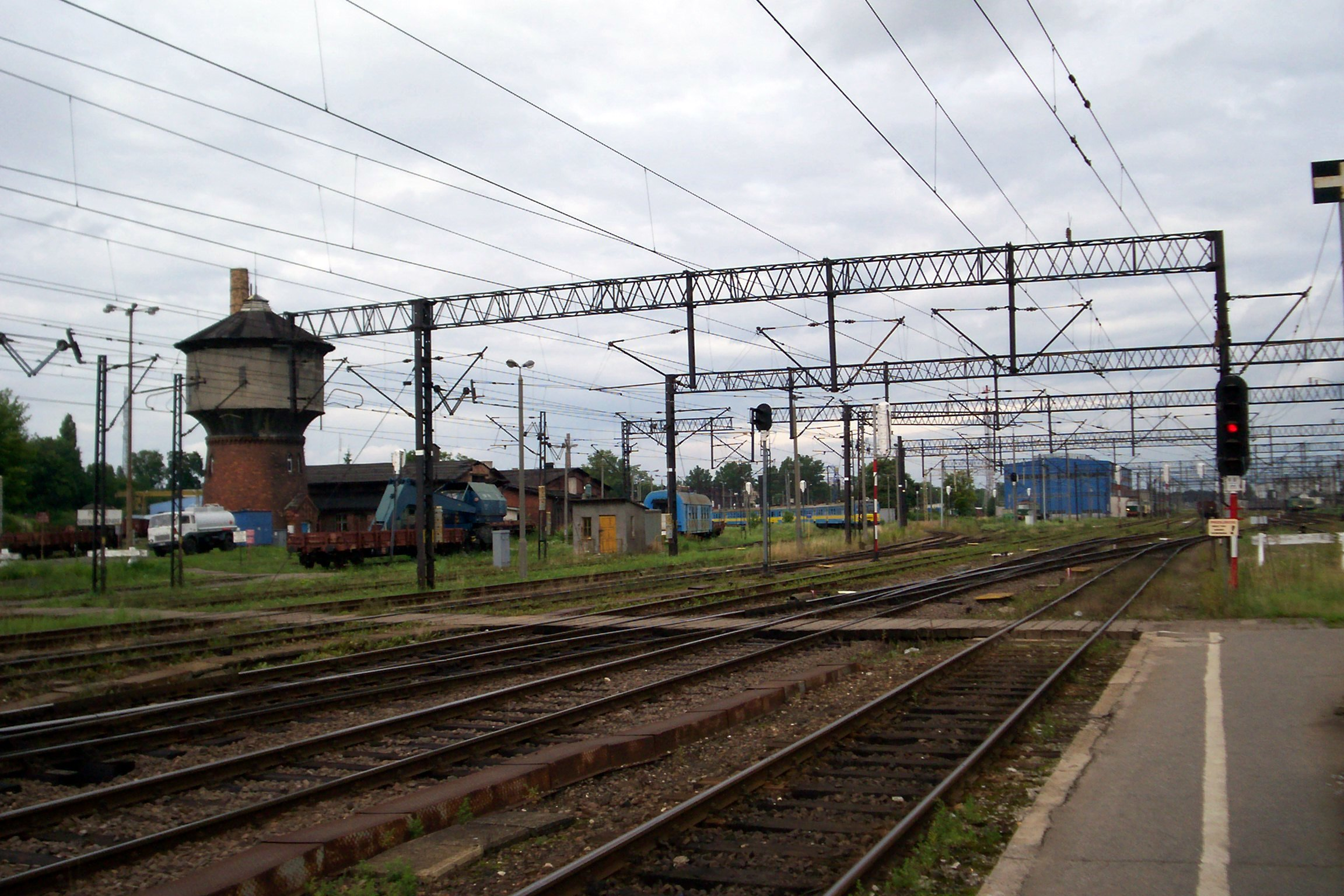
Infrastruktura kolejowa w okolicach dworca kolejowego Olsztyn

Budowę olsztyńskiego Dworca Głównego ukończono 1 grudnia 1872 roku. Początkowo planowano zlokalizowanie dworca w rejonie zbiegu dzisiejszej ulicy 1 Maja z torami kolejowymi, ponieważ ulica Partyzantów wówczas jeszcze nie istniała. Pomysł ten jednak upadł i dworzec zbudowano w miejscu znacznie oddalonym od miasta - przy Bahnhof Straße (czyli ulica Dworcowa), a dzisiejszej Partyzantów.
W 1902 wydrążono pod torami tunele łączące poszczególne perony. W 1907 uruchomiono pierwszą linię tramwajową, która połączyła dworzec ze Śródmieściem i umożliwiła wygodne skomunikowanie stacji z miastem. W nocy z 17 na 18 lutego 1945 dworzec spłonął. Przebudowa i modernizacja zniszczonego budynku zakończyła się w 1948 roku. Kształt nowego dworca odbiegał od poprzedniego. Charakterystycznym elementem stała się wieża zegarowa górująca nad pawilonami. Dworzec w takiej postaci służył miastu przez dwadzieścia lat, po czym został rozebrany.
Nowy budynek został oddany do użytku w 1971 roku. Hala kasowa połączona była z mniejszą częścią PKS 2-kondygnacyjną antresolą. Na parterze zaprojektowano obszerną poczekalnie dla podróżnych.
W 2022 roku dworzec został zamknięty i przeznaczony do rozbiórki. Na jego miejscu rozpoczęła się budowa nowego dworca, realizowana przez firmę Torpol. Pod dworcem wybudowano również tunel dla pieszych, prowadzący na Zatorze, otwarty w październiku 2024. Pierwotnie w pobliżu dworca planowana była galeria handlowa i nowy dworzec autobusowy, co jednak nie zostało zrealizowane, wskutek braku porozumienia między miastem i właścicielem dworca PKS i przyległego terenu.
21 lutego 2025 roku nowy budynek dworca kolejowego został otwarty i oddany do użytku.